# ゼタバイト
ゼタバイト、ゼッタバイト (zettabyte) はデータの量やコンピュータの記憶装置の大きさを表す単位。ZBとも略記される。
ゼタバイトは主に下記の二通りの表し方がある。
- 1,000,000,000,000,000,000,000 = 1,0007 = 1021（= 十垓）バイト
- 1,180,591,620,717,411,303,424 = 1,0247 = 270バイト

このように二通り使える理由については二進接頭辞の項を参照。
なお、270バイトについてはゼビバイトとも表すことが出来る。
IDCによると、2010年に全世界に存在したデジタル・データの総量は1.227ゼタバイトだったという。また、データ総量は過去2年間で倍増しており、2012年には2.837ゼタバイトに達すると予想されている。2020年現在データ総量は59ゼタバイトに到達している。
記憶装置を区画分けする方式の一つであるGPTでは，8ゼビバイトまでの記憶領域を扱うことができる。
なお、サン・マイクロシステムズ（現・オラクル）が開発したファイルシステム「ZFS」 の "Z" は当初、「ゼタバイト」の意味であった。
Microsoftの試算によると、2024年までに全世界で毎年125ゼタバイトのデータが生まれるようになる。

## 註
1. ↑  「全世界のデジタル情報量、2020年には40ゼッタバイトに」, ITmedia
2. ↑  “HDDでもSSDでもない「HDS」とは？　“幻の次世代ストレージ”の逆襲が始まる”.   TechTarget. 2023年1月26日閲覧。